# ホーヴェイ (駆逐艦)
|          | |
| 艦歴     | |
| 発注     | |
| 起工     | 1918年8月18日 |
| 進水     | 1919年3月31日 |
| 就役     | 1919年9月24日 1930年2月20日 |
| 退役     | 1923年2月1日 |
| 除籍     | |
| その後   | 1945年1月7日に戦没 |
| 性能諸元 | |
| 排水量   | 1,190トン |
| 全長     | 314 ft 4 in (95.8 m) |
| 全幅     | 31 ft 8 in (9.7 m) |
| 吃水     | 9 ft 3 in (2.8 m) |
| 機関     | 2缶 蒸気タービン2基 2軸推進、13,500shp |
| 最大速   | 駆逐艦当時 35 ノット (65 km/h) |
| 乗員     | 士官、兵員167名 |
| 兵装     | 駆逐艦当時 4インチ連装砲4門、3インチ砲1門、21インチ魚雷発射管12門掃海駆逐艦当時 3インチ砲4門のち2門、40ミリ連装機関砲4門、20ミリ機銃5門、掃海具 |

ホーヴェイ (USS Hovey, DD-208/DMS-11) は、アメリカ海軍の駆逐艦、掃海駆逐艦。クレムソン級駆逐艦の1隻。艦名は、1911年9月24日にフィリピンで原住民に殺害されたチャールズ・ホーヴェイ少尉にちなむ。ホーヴェイはクレムソン級のうち、ロング (USS Long, DD-209/DMS-12) とともに4インチ連装砲を搭載していた艦であったが、1940年に掃海駆逐艦に改装された際に撤去された。

## 艦歴

### 駆逐艦時代
ホーヴェイはフィラデルフィアのウィリアム・クランプ・アンド・サンズで1918年8月18日に起工し、1919年3月31日にホーヴェイ少尉の姉妹であるルイーズ・F・カーツ夫人によって進水、艦長スティーヴン・B・マッキニー中佐の指揮下1919年10月2日に就役する。
カリブ海のフロリダ沿岸での整調航海を行ったあと、ホーヴェイはチャンドラー (USS Chandler, DD-206) とともにアゾレス諸島やフランスのブレストでステーションシップ任務に就くため、1919年12月19日にロードアイランド州ニューポートを出港する。その後は地中海方面に転じ、1920年7月10日まではダルマチアを拠点としてアドリア海での特別任務に就いた。7月12日にコンスタンティノープルに寄港したあと、いくつかのロシアの港湾でステーションシップとなり、12月17日にポートサイドを発ってフィリピンに向かい、アジア艦隊に合流する。アジア艦隊での任務を終えたあと1922年10月2日にサンフランシスコに戻り、1923年2月1日にサンディエゴで予備艦となった。
1930年2月20日、ホーヴェイはサンディエゴにおいて艦長スチュアート・O・クレイグ中佐の指揮下で再就役する。1934年4月9日までサンディエゴとメア・アイランドで予備兵のための練習艦任務を務めたあとパナマ運河を東航し、5月31日にニューヨークに到着する。ニューイングランドとフロリダ沿岸部で艦隊演習などに参加したのち、11月9日にサンディエゴに戻った。メア・アイランド海軍造船所でのオーバーホールののち、西海岸、パナマ運河地帯およびハワイ水域での艦隊演習に参加した。このころ、サリヴァン兄弟のうちの長男ジョージ・トーマス・サリヴァンが1937年9月15日から10月10日の間および10月15日から1941年4月22日の間の二度、次男「フランク」フランシス・ヘンリー・サリヴァンが1937年9月15日から1939年3月18日の間および4月22日から1941年5月12日の間の二度、ホーヴェイに乗艦していた。

### 掃海駆逐艦時代・ソロモン戦線
1940年、ホーヴェイは掃海駆逐艦に改装され、11月19日付で DMS-11 に再分類された。集中的な訓練のあと真珠湾に回航され、1941年2月1日に到着。1941年12月7日の真珠湾攻撃当日には真珠湾に停泊しておらず、僚艦チャンドラーとともに真珠湾から20マイル離れたところで砲術演習を行っていた重巡洋艦ミネアポリス (USS Minneapolis, CA-36) に随伴し、対潜哨戒を行っていた。攻撃後ただちに真珠湾に戻り、1942年5月20日まで真珠湾周辺海域の哨戒と護衛任務に従事。その後、サンフランシスコ行の20隻の輸送船団の護衛で真珠湾を出港し、5月31日に到着した。ホーヴェイは6月中旬には真珠湾に戻り、7月10日に兵員輸送艦アルゴン (USS Argonne, AG-31) を護衛して真珠湾を出港、南西太平洋方面に向かった。7月23日にフィジーに到着し、ここでリッチモンド・K・ターナー少将の南太平洋両用戦部隊の掃海艇隊に編入された。長いアイランドホッピングの幕開けとなった8月7日のガダルカナル島上陸作戦では輸送船団の直衛任務に就き、8時を回ってからはツラギ島の対岸にあるガブツ島の東側に陸上部隊の上陸させるための艦砲射撃を行った。日本軍の沿岸砲台はすぐさま反撃するが、ホーヴェイその他の艦艇からの正確な砲火が反撃を沈黙させ、ホーヴェイの任務はガブツ島とブンガナ諸島間の掃海に移った。8月8日朝にはレンゴ水道で規模の大きな日本軍雷撃機の攻撃を受けたが、集中的な対空砲火はこの攻撃を無意味なものにした。
ホーヴェイはガダルカナル島周辺海域の哨戒に9月13日まで就いたあと、補給のためニューカレドニアに下がる。ここで海兵隊員をヌデニ島からサモアに運び、ニューカレドニアに戻る。10月10日、ホーヴェイは127本のガソリン入りドラム缶を搭載して2隻の魚雷艇を引き連れてツラギ島に向かう。しばらくの間はガダルカナル島とエスピリトゥサント島間の船団護衛に従事したのち、1943年4月19日にサンフランシスコに到着してオーバーホールに入った。メア・アイランド海軍造船所で5月31日まで整備を受けたのち外洋に出て、8月10日にニューカレドニアに到着する。しばらく護衛任務に就いたのち、10月30日にセオドア・S・ウィルキンソン少将の第三水陸両用戦部隊に加わり、11月1日のブーゲンビル島タロキナ岬への上陸作戦に参加する。上陸後の一週間の間はエンプレス・オーガスタ湾で警戒と掃海にあたった。
年明けて1944年、ホーヴェイはソロモン方面で護衛に従事。4月5日に揚陸艦リンデンウォルド (USS Lindenwald, LSD-6) を護衛してツラギ島を出港し、マジュロに向かった。リンデンウォルドの護衛任務を終えると4月11日にエスピリトゥサント島に戻り、4月20日にはマヌス島に進出して交換用の航空機を提供する第34.9.3任務隊に合流した。任務隊は4月29日にトラック諸島を攻撃する第58任務部隊（マーク・ミッチャー中将）と合同して交換任務を遂行する。ホーヴェイはツラギ島に向かい、真珠湾を経由して5月31日に西海岸に到着した。

### 掃海駆逐艦時代・フィリピン戦線
修理完工後、ホーヴェイは司令W・R・ラウド大佐率いる第2機雷部隊の旗艦となり、7月29日に真珠湾に向けて出港する。ツラギ島に到着し、パラオ南方で作戦予定のジェシー・B・オルデンドルフ少将率いる西部火力支援部隊の対戦護衛任務に就くため、9月6日にツラギ島パーヴィス湾を出撃する。ペリリュー島とアンガウル島周辺およびコッソル水道の掃海にあたり、またペリリュー島近海の輸送船泊地の対潜警戒も行った。1944年10月からのレイテ島の戦いにはトーマス・スプレイグ少将の「タフィ1」第77.4.1任務隊に随伴し、掃海と水路啓開任務を担当する。10月17日のディナガット島に対する上陸作戦では高速輸送艦の護衛と火力支援、掃海の3つの任務を遂行した。次いでローク湾とドラグ、タクロバンの沖を掃海し、任務を終えたホーヴェイは10月25日にマヌス島に帰投した。
12月23日、依然としてラウド司令の旗艦であるホーヴェイはマヌス島を出撃し、12月30日にレイテ湾に到着。次いで1945年1月2日にルソン島リンガエン湾を目指して艦隊とともにレイテ湾を発ち、スリガオ海峡とミンダナオ海を通過する。1月3日の朝までは一切の反撃がなく、1月3日以降は神風特別攻撃隊などの攻撃を断続的に受けるが、ホーヴェイも含めた艦船は、弾薬の浪費を警戒して敵が直近に来ない限りは発砲しないという規則をもうけていた。それでも1月6日にはリンガエン湾に到着する。8時すぎ、湾口で神風の攻撃を受けるも、ホーヴェイはそのうちの1機を撃墜する。しかし、かつてはホーヴェイ同様に4インチ連装砲を搭載して同じく掃海駆逐艦となっていたロングと高速輸送艦ブルックス (USS Brooks, APD-10) が神風攻撃により、それぞれ1機ずつ命中する。ロングは神風の命中により艦橋より前が火災となり、弾薬と燃料に引火して大爆発を起こした。ホーヴェイはロングに接近して149名の乗組員を救助し、ロングは沈んでいった。その夜、ホーヴェイは湾口の掃海任務に戻った。
ホーヴェイのレーダーは1月7日4時25分までは何も探知しなかった。4時50分、ホーヴェイの右舷前方から低空飛行で接近する目標を探知する。チャンドラーは素早く反撃してそのうちの1機に命中弾を与える。航空機は被弾しながらもホーヴェイに低空で接近するが、間もなく右舷側に墜落する。しかし、この航空機は魚雷を抱えており、燃えながら墜落する直前に放たれたこの魚雷は4時55分、ホーヴェイの右舷側機械室に命中する。ホーヴェイのすべての動力と照明は断たれ、後部船体は急速に沈んで艦首は40度上がった。2分後、ほぼ垂直に近い角度を示したホーヴェイの船体は、急速に水深99メートルの海底に沈んでいった。ホーヴェイの乗組員は24名が戦死し、ほかにロングとブルックスから救助した者も何名か戦死した。そのうちの一人、ジョゼフ・チェンバレンはロングの乗組員であり、ロングが神風の命中で炎上した際に大やけどを負ったにもかかわらず消火に尽力、ホーヴェイに救助されたもののホーヴェイが沈没に瀕した時救命いかだのところまで運んでもらったが、チェンバレンは重傷の身ながら救命いかだを他の者に使わせてやるように懇願し、自身はホーヴェイと運命を共にした。残る生存者は戦艦ウェストバージニア (USS West Virginia, BB-48) に救助された。ホーヴェイの沈没位置は北緯16度20分 東経120度10分 / 北緯16.333度 東経120.167度と記録されている。
ホーヴェイは第二次世界大戦の功績で、8個の従軍星章を受章した。